# 小山隆政

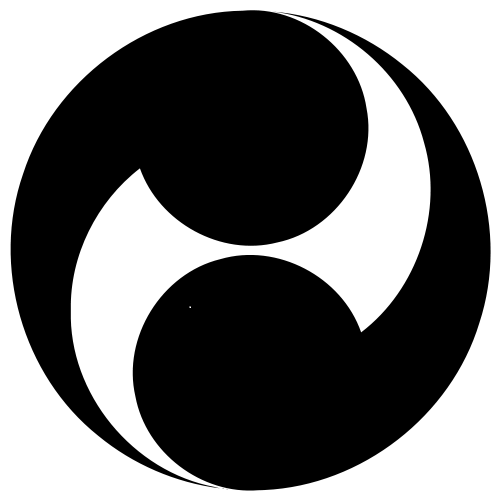
二つ巴（小山家の紋）

三つ巴

小山 隆政（おやま たかまさ、生年未詳 - 1459年〈嘉吉3年〉？）は室町時代の武将。下野国小山氏の一族で、一説には小山義政の嫡男若犬丸と同一人物とも、義政の四男ともいわれる。
父が小山氏の乱にて敗死した後、幼い隆政は母とともに奥州の田村氏のもとに落ち延びた。やがて成長した隆政は再起を図って挙兵したものの、田村庄司の乱の結果として小山家嫡流は断絶。1443年（嘉吉3年）、落ち延びた隆政は蝦夷地へ渡る。新天地にたどり着いた隆政は、拠点となる館を築いた。その所在地は上ノ国花見岱か江差泊、あるいはその両方とも言われ、さらに花見岱は道南十二館の一、花沢館と同一の可能性がある。
一方、先住民族にとって隆政は侵入者にほかならず、泊の館にはアイヌが攻め寄せた。ところが、これを迎え撃った隆政の戦いぶりがあまりにも凄まじかったので、恐れおののいたアイヌは隆政が落とした脛巻（はぎまき）を拾い上げて「小山権現」として祀り、それが江差の「はばき神社」とされているが、この縁起は出典が定かでないうえ、権現という概念が和人由来であるため信憑性は低い。
約350年後に当地を訪れた菅江真澄は、隆政にまつわるアイヌの伝承を採取している。田沢の小川を渡った先の山陰にある祠「小山権現」、あるいは「小山観音」では小山悪四郎判官隆政がカムイとして祀られていた。またアイヌは、小山家の家紋である巴を「判官（オキクロ）のみしるし」として珍重し、そこかしこに彫り刻んでいた。本来の小山家紋は二つ巴だが、アイヌが巴紋をありがたがっていると知った和人の商人が、紋様をひとつ増やした三つ巴をケマウシシントコ（脚つき行器）やサケカルシントコ（造酒桶）などのさまざまな商品に施して売りつけたため、もっぱら三つ巴紋だけが広まっていた。
菅江はさらに考察を重ね、「判官」として知られる源義経が蝦夷地に逃れて生き延びたという伝説の下地になったのは実は隆政のことであり、「小山判官隆政」と「九郎判官義経」が混同されたのではないかと推測している。また、「小山観音」と東北各所のアラハバキの神との類似性についても指摘している。
アイヌを平伏させた隆政はその後、蠣崎氏の家臣となったとされ、武田信広と対立し、嘉吉3年（1459年）に殺害されたといわれる。
伝承によれば、蝦夷地の実権を握ろうとする武田信広が「ハンガンカムイ」と名高い隆政を抹殺するため、隆政の義弟をそそのかしたという。